# Gondrin
Gondrin is een gemeente in het Franse departement Gers (regio Occitanie) in de streek die vroeger Gascogne werd genoemd. De plaats maakt deel uit van het arrondissement Condom. Gondrin telde op 1 januari 2022 1.179 inwoners.

## Geografie
De oppervlakte van Gondrin bedroeg op 1 januari 2022 34,76 vierkante kilometer; de bevolkingsdichtheid was toen 33,9 inwoners per km².

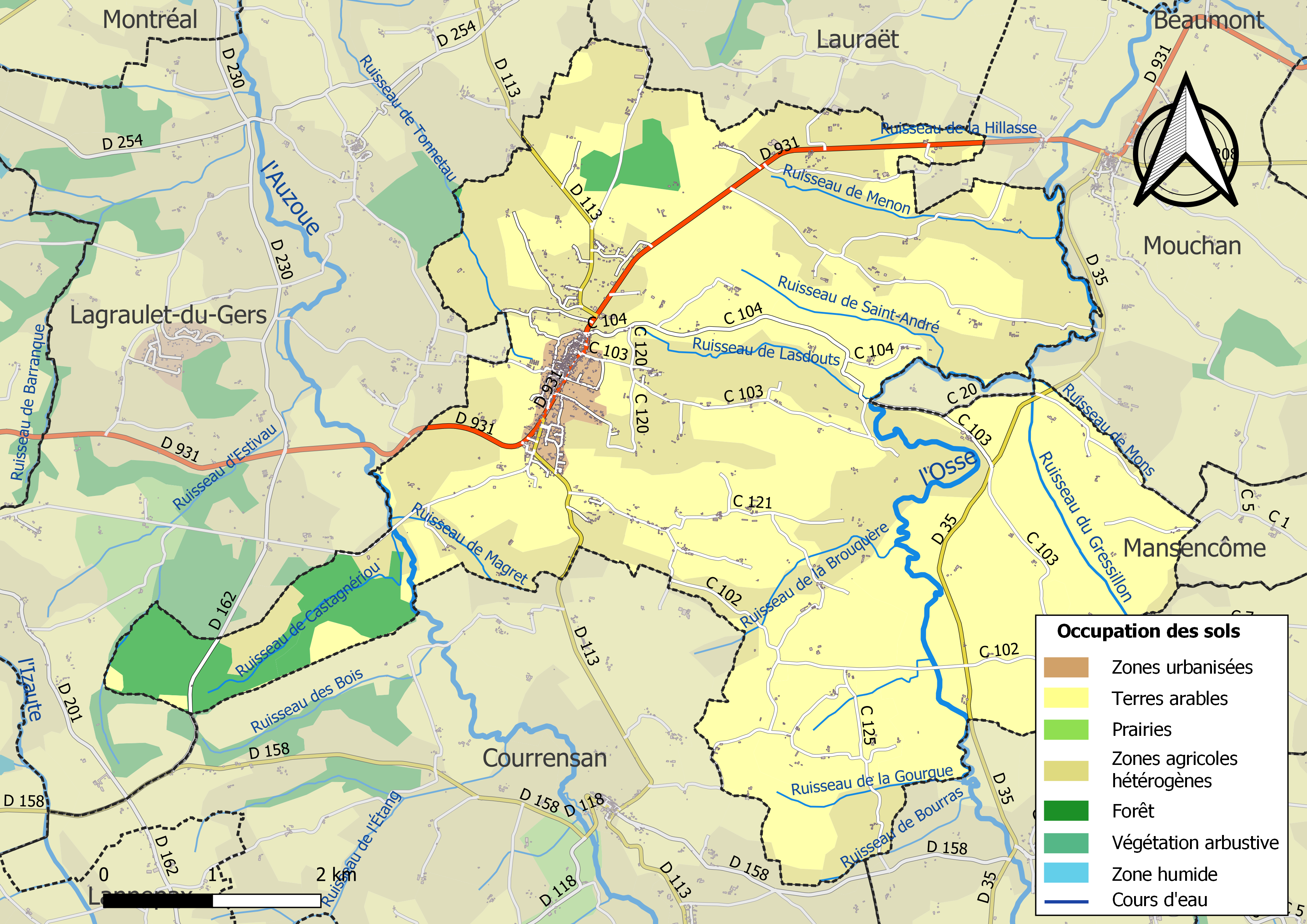
Kaart van de gemeente met belangrijkste infrastructuur, bodemgebruik en omliggende gemeenten

## Demografie
Onderstaande figuur toont het verloop van het inwonertal (bron: INSEE-tellingen).

De gemeente maakt deel uit van het Kanton Montreal waar bij de laatste volkstelling (1999) op een oppervlakte van meer dan 240 km² slechts 4.741 inwoners werden geteld.